# Lobón (kommun)
Lobón är en kommun i Spanien.   Den ligger i provinsen Provincia de Badajoz och regionen Extremadura, i den sydvästra delen av landet, 300 km sydväst om huvudstaden Madrid. Antalet invånare är 2 869. Arean är 58 kvadratkilometer. Lobón gränsar till Badajoz.
Terrängen i Lobón är platt.